# Maamendhoo (Gaafu Alif-atol)
Maamendhoo is een van de bewoonde eilanden van het Gaafu Alif-atol behorende tot de Maldiven.

## Demografie
Maamendhoo telt (stand maart 2007) 628 vrouwen en 692 mannen.